# Węgorza (gromada)
Węgorza – dawna gromada, czyli najmniejsza jednostka podziału terytorialnego Polskiej Rzeczypospolitej Ludowej w latach 1954–1972.
Gromady, z gromadzkimi radami narodowymi (GRN) jako organami władzy najniższego stopnia na wsi, funkcjonowały od reformy reorganizującej administrację wiejską przeprowadzonej jesienią 1954 do momentu ich zniesienia z dniem 1 stycznia 1973, tym samym wypierając organizację gminną w latach 1954–1972.
Gromadę Węgorza z siedzibą GRN w Węgorzy utworzono – jako jedną z 8759 gromad na obszarze Polski – w powiecie nowogardzkim w woj. szczecińskim na mocy uchwały nr V/48/54 WRN w Szczecinie z dnia 5 października 1954. W skład jednostki weszły obszary dotychczasowych gromad Kościuszki, Redostwo i Węgorza ze zniesionej gminy Strzelewo w tymże powiecie oraz obszar dotychczasowej gromady Bodzęcin ze zniesionej gminy Łożnica w powiecie kamieńskim w tymże województwie. Dla gromady ustalono 11 członków gromadzkiej rady narodowej.
1 stycznia 1962 gromadę zniesiono, a jej obszar włączono do gromad Strzelewo (miejscowości Węgorza i Kościuszki), Osina (miejscowości Bodzęcin i Redostowo) i Wyszomierz (przysiółek Kościuszki z miejscowości Kościuszki) w tymże powiecie.